# The X Factor (hatodik évad)
A The X Factor brit tehetségkutató hatodik szériája 2009. augusztus 22-én indult az ITV-n. Műsorvezetője Dermot O’Leary.
A jelentkezők meghallgatása 2009 júniusában kezdődött az Egyesült Királyság öt helyszínén. Simon Cowell, Dannii Minogue, Louis Walsh, és Cheryl Cole tagja ismét a zsűrinek a válogatáshoz, amely idén először zajlott közönség előtt. Az előválogatót követően a ’kiképzőtáborra’ 2009 augusztusában került sor, ahol a versenyzők száma 24-re csökkent. Az énekesek 4 kategóriába kerültek: Fiúk, Lányok, 25 felettiek és Csapatok - minden kategória mentora egy-egy zsűritag, aki később a saját házában tart meghallgatást, mielőtt a végleges versenyzők bekerülnek a döntőkbe.
A zsűritagok házának látogatása során a 24 versenyzőből 12 jut tovább a döntőkbe, ahol hétről hétre elbúcsúznak egy énekestől egészen addig, amíg a nézők eldöntik, hogy ki nyeri a versenyt. Az élő döntők, amelyek 2009. október 12-én kezdődtek, két részből állnak: a produkciók szombaton, míg az eredményhirdetés vasárnap látható. Ez egy lényeges változtatás a korábbi évekhez képest, ahol az eredményeket már szombaton este kihirdették.

## A zsűri és a műsorvezetők
Mind a 4 korábban megismert zsűritag - Simon Cowell, Dannii Minogue, Louis Walsh, és Cheryl Cole - összeült erre az évadra. Dermot O'Leary vezeti a műsort az ITV1-n, míg Holly Willoughby vezeti a The Xtra Factor című különkiadást az ITV2-n, egy hónappal azután, hogy megszülte első gyermekét.

## Szponzorok
Ezt az évadot a TalkTalk szponzorálja.

## A kiválasztás menete
A meghallgatásokra júniustól júliusig 5 helyszínen került sor: London-ban (Excel Centre), Manchester-ben (Manchester Central), Birmingham-ben (ICC), Cardiff-ban (International Arena) és Glasgow-ban (Braehead Arena). Változás a korábbi évekhez képest, hogy a válogatás élő közönség előtt zajlott, hasonlóan a Britain’s Got Talent-hez.
Az előválogatóhoz hasonlóan a „tábor” is közönség előtt lett felvéve, augusztus 1-jén a Hammersmith Apollo-ban és körülbelül 200 versenyző vett részt. Hármas csoportokat kellett alkotniuk és a zsűri azonnal döntést hozott arról, hogy ki jut tovább, így csökkent a létszám 100-ra. A zsűri későbbi döntése alapján csak 50 versenyző maradt. Újabb döntés után összesen 24 énekes lett kiválasztva. A Trucolorz nevű csapat eredetileg bekerült a 24 versenyző közé, azonban kiderült, hogy az egyik tag a verseny szabályai szerint túl fiatal, így lecserélték őket a Harmony Hood-ra.
A versenyzők ezután a szokásos 4 csoportba lettek sorolva, azelőtt, hogy a zsűritagok megtudták, hogy melyik kategóriának lesznek mentorai. A „Fiúk” (16-24 évig) mentora Cole, Minogue a „Lányok” (16-24) mentora, a „25 felettiek”-é Cowell, míg a „Csapatok” mentora Walsh.
A zsűritagok házában való meghallgatás alkalmából minden zsűritag segítséget kapott egy-egy vendégtől. Will Young asszisztált Cole döntésénél a marokkói Marrakech-ben, Minogue saját nővérétől Kylie Minogue-tól kapott segítséget a dubai Atlantis-ban, a Boyzone énekese Ronan Keating segített Walsh-nak az olaszországi Comói-tónál, míg Cowell Los Angeles-ben Sinitta közreműködésével tartott meghallgatást. A zsűri házában minden versenyző 1 dalt adott elő, ezután a zsűritag és segítője eldöntötte, hogy ki az a kategóriánként 3 ember, aki továbbjut a döntőbe.
Akik nem jutottak tovább:
- Fiúk: Ethan Boroian, Daniel Fox, Duane Lamonte
- Lányok: Nicole Jackson, Stacey McClean, Despina Pilavakis
- 25 felett: Treyc Cohen, Nicole Lawrence, Daniel Pearce
- Csapatok: De-Tour, Harmony Hood, Project A

## Döntősök
A döntőbe került 12 versenyző:
Jelzések:
       győztes
       második
       kiesett
| Kategória (Mentor) | Versenyzők     | Versenyzők    | Versenyzők     |
| ------------------ | -------------- | ------------- | -------------- |
| Fiúk (Cole)        | Lloyd Daniels  | Rikki Loney   | Joe McElderry  |
| Lányok (Minogue)   | Rachel Adedeji | Lucie Jones   | Stacey Solomon |
| 25 felett (Cowell) | Jamie Archer   | Danyl Johnson | Olly Murs      |
| Csapatok (Walsh)   | John & Edward  | Kandy Rain    | Miss Frank     |

## Élő show-k
A döntők 2009. október 10-én kezdődtek és 2009. december 12-én a végső döntővel ér majd véget. A korábbi évekkel ellentétben az eredményhirdetést szombat helyett vasárnap tartják. Hétről hétre más témában kell otthonosan mozogniuk a versenyzőknek. Mindegyik énekes egy dalt ad elő, de az eredmény csak vasárnap derül ki. A két legkevesebb szavazatot begyűjtő versenyzőnek újabb dalt kell előadni, azonban nem kell szorosan kötődniük a hét témájához.
Az eredményhirdető show-n megjelenik két vendégszereplő is. Az első műsorban az ötödik széria győztese Alexandra Burke és Robbie Williams, míg a második showban Whitney Houston és Cheryl Cole zsűritag lépett fel. Michael Bublé és a Westlife a harmadik adásban, a negyedikben Bon Jovi és a JLS, az ötödikben Leona Lewis és a Black Eyed Peas, a hatodikban Shakira lépett fel. A Britain’s Got Talent 2009 második helyezettje, Susan Boyle és Mariah Carey a hetedik, Rihanna és Alicia Keys pedig a nyolcadik, Lady Gaga és Janet Jackson a kilencedik héten léptek a színpadra. A végső döntő hetén Robbie Williams, Paul McCartney, Leona Lewis, George Michael, Alexandra Burke és a JLS felléptek a műsorban. A szombat esti megmérettetésen, a duett-körben, Stacey Solomon oldalán Michael Bublé is fellépett.

### Összesített eredmények
Színkódok:
| – mentora Cowell (25 felettiek)           | – Győztes                                                                         |
| – mentora Minogue (Lányok – 16-24 között) | – II. helyezett                                                                   |
| – mentora Walsh (Csapatok)                | – A két legkevesebb szavazatot begyűjtő versenyző, akiknek később énekelniük kell |
| – mentora Cole (Fiúk – 16-24 között)      | – A versenyző egyenes ágon továbbjutott                                           |
|                                           | – A legkevesebb szavazatot begyűjtő versenyző (a 8.héttől)                        |
|                                           | – A verseny győztese (lentebb)                                                    |
|                                           | – A heti első helyezett                                                           |
|                                 | Joe McElderry                   | 3. hely 12,7%                                                   | 4. hely 13,3%                         | 2. hely 12,9%                                                   | 3. hely 10,2%                                                       | 2. hely 17,2%                                                    | 2. hely 16,0%                                                     | 1. hely 34,2%                           | 1. hely 37,1% | 1. hely 42,2% | 1. hely 52,2% | Győztes 61,3% |                  |                  |                  |                  |                  |                  |
|                                 | Olly Murs                       | 7. hely 6,2%                                                    | 5. hely 10,6%                         | 7. hely 8,6%                                                    | 2. hely 13,4%                                                       | 3. hely 12,9%                                                    | 5. hely 10,3%                                                     | 6. hely 9,8%                            | 3. hely 18,7% | 2. hely 19,6% | 2. hely 27,7% | II. helyezett 38,7% |                  |                  |                  |                  |                  |                  |
|                                 | Stacey Solomon                  | 2. hely 12,9%                                                   | 1. hely 15,4%                         | 5. hely 10,7%                                                   | 5. hely 8,1%                                                        | 5. hely 10,8%                                                    | 1. hely 25,5%                                                     | 2. hely 17,7%                           | 2. hely 20,1% | 3. hely 19,4% | III. helyezett 20,1% | Kiesett (10.hét) | Kiesett (10.hét) | Kiesett (10.hét) | Kiesett (10.hét) | Kiesett (10.hét) | Kiesett (10.hét) | Kiesett (10.hét) |
|                                 | Danyl Johnson                   | 1. hely 27,1%                                                   | 7. hely 6,5%                          | 9. hely 7,6%                                                    | 1. hely 36,2%                                                       | 1. hely 19,6%                                                    | 3. hely 15,5%                                                     | 3. hely 15,5%                           | 4. hely 12,5% | IV. helyezett 18,8% | Kiesett (9. hét) | Kiesett (9. hét) | Kiesett (9. hét) | Kiesett (9. hét) | Kiesett (9. hét) | Kiesett (9. hét) | Kiesett (9. hét) |                  |
|                                 | Lloyd Daniels                   | 6. hely 6,4%                                                    | 2. hely 15,0%                         | 8. hely 8,0%                                                    | 8. hely 5,5%                                                        | 4. hely 12,0%                                                    | 6. hely 9,7%                                                      | 4. hely 12,1%                           | V. helyezett 11,6% | Kiesett (8. hét) | Kiesett (8. hét) | Kiesett (8. hét) | Kiesett (8. hét) | Kiesett (8. hét) | Kiesett (8. hét) | Kiesett (8. hét) |                  |                  |
|                                 | John & Edward                   | 8. hely 4,5%                                                    | 8. hely 5,6%                          | 6. hely 9,2%                                                    | 6. hely 6,6%                                                        | 7. hely 9,2%                                                     | 4. hely 14,6%                                                     | 5. hely 10,7%                           | Kiesett (7. hét) | Kiesett (7. hét) | Kiesett (7. hét) | Kiesett (7. hét) | Kiesett (7. hét) | Kiesett (7. hét) | Kiesett (7. hét) |                  |                  |                  |
|                                 | Jamie Archer                    | 5. hely 8,9%                                                    | 3. hely 14,4%                         | 4. hely 11,2%                                                   | 4. hely 8,7%                                                        | 6. hely 9,5%                                                     | 7. hely 8,4%                                                      | Kiesett (6. hét)                        | Kiesett (6. hét) | Kiesett (6. hét) | Kiesett (6. hét) | Kiesett (6. hét) | Kiesett (6. hét) | Kiesett (6. hét) |                  |                  |                  |                  |
|                                 | Lucie Jones                     | 4. hely 10,5%                                                   | 6. hely 8,1%                          | 3. hely 11,3%                                                   | 7. hely 6,4%                                                        | 8. hely 8,8%                                                     | Kiesett (5. hét)                                                  | Kiesett (5. hét)                        | Kiesett (5. hét) | Kiesett (5. hét) | Kiesett (5. hét) | Kiesett (5. hét) | Kiesett (5. hét) |                  |                  |                  |                  |                  |
|                                 | Rachel Adedeji                  | 11. hely 2,3%                                                   | 10. hely 3,7%                         | 1. hely 15,4%                                                   | 9. hely 4,9%                                                        | Kiesett (4. hét)                                                 | Kiesett (4. hét)                                                  | Kiesett (4. hét)                        | Kiesett (4. hét) | Kiesett (4. hét) | Kiesett (4. hét) | Kiesett (4. hét) |                  |                  |                  |                  |                  |                  |
|                                 | Miss Frank                      | 9. hely 4,0%                                                    | 9. hely 3,9%                          | 10. hely 5,1%                                                   | Kiesett (3. hét)                                                    | Kiesett (3. hét)                                                 | Kiesett (3. hét)                                                  | Kiesett (3. hét)                        | Kiesett (3. hét) | Kiesett (3. hét) | Kiesett (3. hét) | Kiesett (3. hét) |                  |                  |                  |                  |                  |                  |
|                                 | Rikki Loney                     | 10. hely 3,0%                                                   | 11. hely 3,5%                         | Kiesett (2. hét)                                                | Kiesett (2. hét)                                                    | Kiesett (2. hét)                                                 | Kiesett (2. hét)                                                  | Kiesett (2. hét)                        | Kiesett (2. hét) | Kiesett (2. hét) | Kiesett (2. hét) | Kiesett (2. hét) |                  |                  |                  |                  |                  |                  |
|                                 | Kandy Rain                      | 12. hely 1,5%                                                   | Kiesett (1. hét)                      | Kiesett (1. hét)                                                | Kiesett (1. hét)                                                    | Kiesett (1. hét)                                                 | Kiesett (1. hét)                                                  | Kiesett (1. hét)                        | Kiesett (1. hét) | Kiesett (1. hét) | Kiesett (1. hét) | Kiesett (1. hét) |                  |                  |                  |                  |                  |                  |
|                                 |                                 |                                                                 |                                       |                                                                 |                                                                     |                                                                  |                                                                   |                                         | | | | |                  |                  |                  |                  |                  |                  |
| Utolsó kettő                    | Utolsó kettő                    | Rachel Adedeji, Kandy Rain                                      | Rachel Adedeji, Rikki Loney           | Danyl Johnston, Miss Frank                                      | Rachel Adedeji, Lloyd Daniels                                       | John & Edward, Lucie Jones                                       | Jamie Archer, Lloyd Daniels                                       | John & Edward, Olly Murs                | Nincs utolsó két helyezett, a zsűri sem dönt, a nézők szavazata alapján derül ki, hogy ki esik ki és ki nyeri meg a versenyt | Nincs utolsó két helyezett, a zsűri sem dönt, a nézők szavazata alapján derül ki, hogy ki esik ki és ki nyeri meg a versenyt | Nincs utolsó két helyezett, a zsűri sem dönt, a nézők szavazata alapján derül ki, hogy ki esik ki és ki nyeri meg a versenyt | Nincs utolsó két helyezett, a zsűri sem dönt, a nézők szavazata alapján derül ki, hogy ki esik ki és ki nyeri meg a versenyt |                  |                  |                  |                  |                  |                  |
| Walsh szavazata (ki essen ki)   | Walsh szavazata (ki essen ki)   | Rachel Adedeji[A]                                               | -[B]                                  | Danyl Johnson                                                   | Lloyd Daniels                                                       | Lucie Jones                                                      | Jamie Archer                                                      | Olly Murs                               | Nincs utolsó két helyezett, a zsűri sem dönt, a nézők szavazata alapján derül ki, hogy ki esik ki és ki nyeri meg a versenyt | Nincs utolsó két helyezett, a zsűri sem dönt, a nézők szavazata alapján derül ki, hogy ki esik ki és ki nyeri meg a versenyt | Nincs utolsó két helyezett, a zsűri sem dönt, a nézők szavazata alapján derül ki, hogy ki esik ki és ki nyeri meg a versenyt | Nincs utolsó két helyezett, a zsűri sem dönt, a nézők szavazata alapján derül ki, hogy ki esik ki és ki nyeri meg a versenyt |                  |                  |                  |                  |                  |                  |
| Minogue szavazata (ki essen ki) | Minogue szavazata (ki essen ki) | Kandy Rain                                                      | Rikki Loney                           | Miss Frank                                                      | Lloyd Daniels                                                       | John & Edward                                                    | Lloyd Daniels                                                     | John & Edward                           | Nincs utolsó két helyezett, a zsűri sem dönt, a nézők szavazata alapján derül ki, hogy ki esik ki és ki nyeri meg a versenyt | Nincs utolsó két helyezett, a zsűri sem dönt, a nézők szavazata alapján derül ki, hogy ki esik ki és ki nyeri meg a versenyt | Nincs utolsó két helyezett, a zsűri sem dönt, a nézők szavazata alapján derül ki, hogy ki esik ki és ki nyeri meg a versenyt | Nincs utolsó két helyezett, a zsűri sem dönt, a nézők szavazata alapján derül ki, hogy ki esik ki és ki nyeri meg a versenyt |                  |                  |                  |                  |                  |                  |
| Cole szavazata (ki essen ki)    | Cole szavazata (ki essen ki)    | Kandy Rain                                                      | Rachel Adedeji                        | Danyl Johnson                                                   | Rachel Adedeji                                                      | John & Edward                                                    | Jamie Archer                                                      | John & Edward                           | Nincs utolsó két helyezett, a zsűri sem dönt, a nézők szavazata alapján derül ki, hogy ki esik ki és ki nyeri meg a versenyt | Nincs utolsó két helyezett, a zsűri sem dönt, a nézők szavazata alapján derül ki, hogy ki esik ki és ki nyeri meg a versenyt | Nincs utolsó két helyezett, a zsűri sem dönt, a nézők szavazata alapján derül ki, hogy ki esik ki és ki nyeri meg a versenyt | Nincs utolsó két helyezett, a zsűri sem dönt, a nézők szavazata alapján derül ki, hogy ki esik ki és ki nyeri meg a versenyt |                  |                  |                  |                  |                  |                  |
| Cowell szavazata (ki essen ki)  | Cowell szavazata (ki essen ki)  | Rachel Adedeji                                                  | Rikki Loney                           | Miss Frank                                                      | Rachel Adedeji                                                      | Lucie Jones                                                      | Lloyd Daniels                                                     | John & Edward                           | Nincs utolsó két helyezett, a zsűri sem dönt, a nézők szavazata alapján derül ki, hogy ki esik ki és ki nyeri meg a versenyt | Nincs utolsó két helyezett, a zsűri sem dönt, a nézők szavazata alapján derül ki, hogy ki esik ki és ki nyeri meg a versenyt | Nincs utolsó két helyezett, a zsűri sem dönt, a nézők szavazata alapján derül ki, hogy ki esik ki és ki nyeri meg a versenyt | Nincs utolsó két helyezett, a zsűri sem dönt, a nézők szavazata alapján derül ki, hogy ki esik ki és ki nyeri meg a versenyt |                  |                  |                  |                  |                  |                  |
| Kieső                           | Kieső                           | Kandy Rain 2 a 4 szavazatból döntetlen (nézői szavazat alapján) | Rikki Loney 2 a 3 szavazatból többség | Miss Frank 2 a 4 szavazatból döntetlen (nézői szavazat alapján) | Rachel Adedeji 2 a 4 szavazatból döntetlen (nézői szavazat alapján) | Lucie Jones 2 a 4 szavazatból döntetlen (nézői szavazat alapján) | Jamie Archer 2 a 4 szavazatból döntetlen (nézői szavazat alapján) | John & Edward 3 a 4 szavazatból többség | Lloyd Daniels 11,6% a továbbjutáshoz                                                                                         | Danyl Johnson 18,8% a továbbjutáshoz                                                                                         | Stacey Solomon 20,1% a továbbjutáshoz                                                                                        | Olly Murs 38,7% a nyeréshez                                                                                                  |                  |                  |                  |                  |                  |                  |
| Kieső                           | Kieső                           | Kandy Rain 2 a 4 szavazatból döntetlen (nézői szavazat alapján) | Rikki Loney 2 a 3 szavazatból többség | Miss Frank 2 a 4 szavazatból döntetlen (nézői szavazat alapján) | Rachel Adedeji 2 a 4 szavazatból döntetlen (nézői szavazat alapján) | Lucie Jones 2 a 4 szavazatból döntetlen (nézői szavazat alapján) | Jamie Archer 2 a 4 szavazatból döntetlen (nézői szavazat alapján) | John & Edward 3 a 4 szavazatból többség | Lloyd Daniels 11,6% a továbbjutáshoz                                                                                         | Danyl Johnson 18,8% a továbbjutáshoz                                                                                         | Stacey Solomon 20,1% a továbbjutáshoz                                                                                        | Joe McElderry 61,3% a nyeréshez                                                                                              |                  |                  |                  |                  |                  |                  |

- ↑ A:  Walsh nem volt jelen, így automatikusan a saját produkcióját juttatta tovább
- ↑ B:   Walsh nem volt jelen

### A döntők listája

#### 1. hét (október 10-11)
- Téma: zenei hősök
- Sztármentor: Robbie Williams
- Fellépő sztárok: Alexandra Burke & Flo Rida („Bad Boys”) és Robbie Williams („Bodies”)
- Közös produkció: „I Gotta Feeling” (Black Eyed Peas)

| Sorrend         | Versenyző      | Dal (eredeti előadó)                                     | Zenei hős verzió  | Eredmény     |
| --------------- | -------------- | -------------------------------------------------------- | ----------------- | ------------ |
| 1               | Rachel Adedeji | „Let Me Entertain You” (Robbie Williams)                 | Robbie Williams   | Utolsó kettő |
| 2               | Kandy Rain     | „Addicted to Love” (Robert Palmer)                       | Tina Turner       | Utolsó kettő |
| 3               | Olly Murs      | „She’s the One” (World Party)                            | Robbie Williams   | Biztonságban |
| 4               | Rikki Loney    | „Back to Black” (Amy Winehouse)                          | Amy Winehouse     | Biztonságban |
| 5               | Stacey Solomon | „The Scientist” (Coldplay)                               | Coldplay          | Biztonságban |
| 6               | Miss Frank     | „Who’s Lovin' You” (The Miracles)                        | Jackson 5         | Biztonságban |
| 7               | Jamie Archer   | „Get It On” (T. Rex)                                     | T. Rex            | Biztonságban |
| 8               | Lloyd Daniels  | „Cry Me a River” (Justin Timberlake)                     | Justin Timberlake | Biztonságban |
| 9               | Lucie Jones    | „Footprints in the Sand” (Leona Lewis)                   | Leona Lewis       | Biztonságban |
| 10              | John & Edward  | „Rock DJ” (Robbie Williams)                              | Robbie Williams   | Biztonságban |
| 11              | Joe McElderry  | „No Regrets” (Robbie Williams)                           | Robbie Williams   | Biztonságban |
| 12              | Danyl Johnson  | "And I Am Telling You I'm Not Going" (Jennifer Holliday) | Jennifer Hudson   | Biztonságban |
| Az utolsó kettő |                |                                                          |                   |              |
| 1               | Rachel Adedeji | „Nobody Knows” (Pink)                                    |                   | Biztonságban |
| 2               | Kandy Rain     | „Fighter” (Christina Aguilera)                           |                   | Kiesett      |

Walsh nem vett részt a vasárnap esti eredményhirdetésen, Stephen Gately a Boyzone énekesének hirtelen halála miatt (Louis Walsh az együttes menedzsere volt). Egyéb változások is voltak; nem volt látványos belépője a zsűritagoknak. Dermot O’Leary és Simon Cowell is tájékoztatta a nézőket a tényekről, ezután a műsor a szokásos formában folytatódott tovább.
A zsűri szavazata arról, hogy ki essen ki:
- Walsh: Rachel Adedeji
- Minogue: Kandy Rain
- Cole: Kandy Rain
- Cowell: Rachel Adedeji

Miután Walsh nem vett részt a műsorban, a szavazata automatikusan a saját produkcióját juttatta volna tovább, így viszont döntetlen alakult ki. A nézői szavazat alapján született a döntés, a Kandy Rain kapta a legkevesebb szavazatot.

#### 2. hét (október 17-18)
- Téma: dívák
- Sztármentor: Whitney Houston és Clive Davisi
- Fellépő sztárok: Cheryl Cole („Fight for This Love”) és Whitney Houston(„Million Dollar Bill”)
- Közös produkció: „Queen of the Night” (Whitney Houston)

Walsh ismételten nem jelent meg a műsorban, Stephen Gately temetése miatt.
| Sorrend         | Versenyző      | Dal (eredeti előadó)                              | Eredmény     |
| --------------- | -------------- | ------------------------------------------------- | ------------ |
| 1               | Lucie Jones    | „How Will I Know” (Whitney Houston)               | Biztonságban |
| 2               | Olly Murs      | „A Fool in Love” (Tina Turner)                    | Biztonságban |
| 3               | Miss Frank     | „All the Man That I Need” (Whitney Houston)       | Biztonságban |
| 4               | Rachel Adedeji | „If I Were a Boy” (Beyoncé Knowles)               | Utolsó kettő |
| 5               | Joe McElderry  | „Where Do Broken Hearts Go” (Whitney Houston)     | Biztonságban |
| 6               | Danyl Johnson  | „I Didn’t Know My Own Strength” (Whitney Houston) | Biztonságban |
| 7               | Lloyd Daniels  | „Bleeding Love” (Leona Lewis)                     | Biztonságban |
| 8               | John & Edward  | „Oops!… I Did It Again” (Britney Spears)          | Biztonságban |
| 9               | Rikki Loney    | „Respect” (Otis Redding)                          | Utolsó kettő |
| 10              | Jamie Archer   | „Hurt” (Christina Aguilera)                       | Biztonságban |
| 11              | Stacey Solomon | „At Last” (Ray Eberle and Pat Friday)             | Biztonságban |
| Az utolsó kettő |                |                                                   |              |
| 1               | Rachel Adedeji | „With or Without You” (U2)                        | Biztonságban |
| 2               | Rikki Loney    | „Flying Without Wings” (Westlife)                 | Kiesett      |

A műsor történetében először hangzott el olyan dal, amely még meg sem jelent: Simon Cowell külön engedélyt szerzett Whitney Houston-tól, hogy Danyl Johnson elénekelhesse az „I Didn’t Know My Own Strength” című dalt.
A zsűri szavazata arról, hogy ki essen ki:
- Walsh: nem szavazott
- Minogue: Rikki Loney
- Cole: Rachel Adedeji
- Cowell: Rikki Loney

A zsűri szavazatának többsége alapján Rikki Loney esett ki.

#### 3. hét (október 24-25)
- Téma: Big band
- Sztármentor: Michael Bublé
- Fellépő sztárok: Westlife („What About Now”) és Michael Bublé („Cry Me A River”)
- Közös produkció: „Fascination” (Alphabeat)

| Sorrend         | Versenyző      | Dal (eredeti előadó)                                                       | Eredmény     |
| --------------- | -------------- | -------------------------------------------------------------------------- | ------------ |
| 1               | Olly Murs      | „Bewitched” (Steve Lawrence)                                               | Biztonságban |
| 2               | Lloyd Daniels  | „Fly Me to the Moon” (Kaye Ballard)                                        | Biztonságban |
| 3               | Miss Frank     | „That’s Life” (Frank Sinatra)                                              | Utolsó kettő |
| 4               | Rachel Adedeji | „Proud Mary” (Creedence Clearwater Revival)                                | Biztonságban |
| 5               | Jamie Archer   | „Angel of Harlem” (U2)                                                     | Biztonságban |
| 6               | Stacey Solomon | „When You Wish Upon a Star” (Cliff Edwards)                                | Biztonságban |
| 7               | Danyl Johnson  | „Feeling Good” (from The Roar of the Greasepaint – The Smell of the Crowd) | Utolsó kettő |
| 8               | Joe McElderry  | „Sway”                                                                     | Biztonságban |
| 9               | Lucie Jones    | „My Funny Valentine” (Mitzi Green)                                         | Biztonságban |
| 10              | John & Edward  | „She Bangs” (Ricky Martin)                                                 | Biztonságban |
| Az utolsó kettő |                |                                                                            |              |
| 1               | Miss Frank     | „Love Don’t Live Here Anymore” (Rose Royce)                                | Kiesett      |
| 2               | Danyl Johnson  | „With a Little Help from My Friends” (The Beatles)                         | Biztonságban |

A zsűri szavazata arról, hogy ki essen ki:
- Walsh: Danyl Johnson
- Minogue: Miss Frank
- Cole: Danyl Johnson
- Cowell: Miss Frank

Az eredmény döntetlen lett, így a néző szavazatok alapján a Miss Frank esett ki.

#### 4. hét (október 31-november 1)
- Téma: Rock dalok
- Sztármentor: Bon Jovi
- Fellépő sztárok: Bon Jovi („We Weren’t Born to Follow”) és a JLS („Everybody in Love”)
- Közös produkció: „Walk This Way” (Aerosmith)

| Sorrend         | Előadó         | Dal (eredeti előadó)                       | Eredmény     |
| --------------- | -------------- | ------------------------------------------ | ------------ |
| 1               | Joe McElderry  | „Don’t Stop Believin’” (Journey)           | Biztonságban |
| 2               | Lucie Jones    | „Sweet Child o’ Mine” (Guns N’ Roses)      | Biztonságban |
| 3               | Danyl Johnson  | „I Don’t Want to Miss a Thing” (Aerosmith) | Biztonságban |
| 4               | Lloyd Daniels  | „I Kissed a Girl” (Katy Perry)             | Utolsó kettő |
| 5               | Stacey Solomon | „Somewhere Only We Know” (Keane)           | Biztonságban |
| 6               | Jamie Archer   | „Rocks” (Primal Scream)                    | Biztonságban |
| 7               | Rachel Adedeji | „One” (U2)                                 | Utolsó kettő |
| 8               | John & Edward  | „We Will Rock You” (Queen)                 | Biztonságban |
| 9               | Olly Murs      | „Come Together” (The Beatles)              | Biztonságban |
| Az utolsó kettő |                |                                            |              |
| 1               | Rachel Adedeji | „Stop Crying Your Heart Out” (Oasis)       | Kiesett      |
| 2               | Lloyd Daniels  | „You Are So Beautiful” (Billy Preston)     | Biztonságban |

A zsűri szavazata arról, hogy ki essen ki:
- Minogue: Lloyd Daniels
- Walsh: Lloyd Daniels
- Cole: Rachel Adedeji
- Cowell: Rachel Adedeji

Az eredmény döntetlen lett, így a nézői szavazatok alapján Rachel Adedeji esett ki.

#### 5. hét (november 7-8)
- Téma: filmzenék
- Sztármentor: -
- Fellépő sztárok: Leona Lewis („Happy”) és a Black Eyed Peas („Meet Me Halfway”)
- Közös produkció: Katy Perry („Hot ’n’ Cold”)

| Sorrend         | Versenyző      | Dal (eredeti előadó)                        | Film                     | Eredmény     |
| --------------- | -------------- | ------------------------------------------- | ------------------------ | ------------ |
| 1               | Stacey Solomon | „Son of a Preacher Man” (Dusty Springfield) | Ponyvaregény             | Biztonságban |
| 2               | Olly Murs      | „Twist and Shout” (The Isley Brothers)      | Ferris Bueller’s Day Off | Biztonságban |
| 3               | Lloyd Daniels  | „Stand by Me” (Ben E. King)                 | Stand by Me              | Biztonságban |
| 4               | Jamie Archer   | „Crying” (Roy Orbison)                      | Gummo                    | Biztonságban |
| 5               | Lucie Jones    | „This Is Me” (Demi Lovato)                  | Camp Rock                | Utolsó kettő |
| 6               | Danyl Johnson  | „Purple Rain” (Prince)                      | Purple Rain              | Biztonságban |
| 7               | John & Edward  | „Ghostbusters” (Ray Parker, Jr.)            | Ghostbusters             | Utolsó kettő |
| 8               | Joe McElderry  | „Circle of Life” (Elton John)               | The Lion King            | Biztonságban |
| Az utolsó kettő |                |                                             |                          |              |
| 1               | Lucie Jones    | „One Moment In Time” (Whitney Houston)      | N/A                      | Kiesett      |
| 2               | John & Edward  | „Rock DJ” (Robbie Williams)                 | N/A                      | Biztonságban |

A zsűri szavazata arról, hogy ki essen ki:
- Minogue: John & Edward
- Walsh: Lucie Jones
- Cole: John & Edward
- Cowell: Lucie Jones

Az eredmény döntetlen lett, így a nézői szavazatok alapján Lucie Jones esett ki.

#### 6. hét (november 14-15)
- Téma: Queen
- Sztármentor: Brian May és Roger Taylor
- Fellépő sztárok: Shakira(„Did It Again”)
- Közös produkció: Queen („Bohemian Rhapsody”) és Michael Jackson („You Are Not Alone”, mind a 12 döntős előadásában)

| Sorrend         | Versenyző      | Dal                                                                   | Eredmény     |
| --------------- | -------------- | --------------------------------------------------------------------- | ------------ |
| 1               | Jamie Archer   | „Radio Ga Ga”                                                         | Utolsó kettő |
| 2               | Lloyd Daniels  | „Crazy Little Thing Called Love”                                      | Utolsó kettő |
| 3               | Olly Murs      | „Don’t Stop Me Now”                                                   | Biztonságban |
| 4               | Joe McElderry  | „Somebody to Love”                                                    | Biztonságban |
| 5               | John & Edward  | „Under Pressure” (Queen & David Bowie) / "Ice Ice Baby" (Vanilla Ice) | Biztonságban |
| 6               | Stacey Solomon | „Who Wants to Live Forever”                                           | Biztonságban |
| 7               | Danyl Johnson  | „We Are the Champions”                                                | Biztonságban |
| Az utolsó kettő |                |                                                                       |              |
| 1               | Jamie Archer   | „The Show Must Go On”                                                 | Kiesett      |
| 2               | Lloyd Daniels  | „Last Request” (Paolo Nutini)                                         | Biztonságban |

John & Edward előadása a két szám mixéből állt.
A zsűri szavazata arról, hogy ki essen ki:
- Minogue: Lloyd Daniels
- Walsh: Jamie Archer
- Cole: Jamie Archer
- Cowell: Lloyd Daniels

Az eredmény döntetlen lett, így a nézői szavazatok alapján Jamie Archer esett ki.

#### 7. hét (november 21-22)
- Téma: George Michael és Wham! dalok
- Fellépő sztárok: Susan Boyle („Wild Horses”) és Mariah Carey („I Want to Know What Love Is”)
- Közös produkció: Wham! („Wake Me Up Before You Go-Go”)

| Sorrend         | Előadó         | Dal                                            | Eredmény     |
| --------------- | -------------- | ---------------------------------------------- | ------------ |
| 1               | Lloyd Daniels  | „Faith”                                        | Biztonságban |
| 2               | Stacey Solomon | „I Can't Make You Love Me”                     | Biztonságban |
| 3               | John & Edward  | „I’m Your Man”                                 | Utolsó kettő |
| 4               | Danyl Johnson  | „Careless Whisper”                             | Biztonságban |
| 5               | Olly Murs      | „Fastlove”                                     | Utolsó kettő |
| 6               | Joe McElderry  | „Don’t Let the Sun Go Down on Me” (Elton John) | Biztonságban |
| Az utolsó kettő |                |                                                |              |
| 1               | John & Edward  | „No Matter What” (Boyzone)                     | Kiesett      |
| 2               | Olly Murs      | „Wonderful Tonight” (Eric Clapton)             | Biztonságban |

A zsűri szavazata arról, hogy ki essen ki:
- Minogue: John & Edward
- Walsh: Olly Murs
- Cole: John & Edward
- Cowell: John & Edward

A zsűri szavazatának többsége alapján John & Edward esett ki.

#### 8. hét (november 28-29)
- Téma: Take That és Elton John dalok
- Fellépő sztárok: Rihanna („Russian Roulette”) és Alicia Keys (Mix a „Doesn’t Mean Anything”,„No One” és a „Empire State of Mind” c. dalokból)
- Közös produkció: Scissor Sisters („I Don’t Feel Like Dancin’”")

| Sorrend | Előadó         | Take That dal (eredeti előadó)      | Sorrend | Elton John dal (eredeti előadó)            | Eredmény     |
| ------- | -------------- | ----------------------------------- | ------- | ------------------------------------------ | ------------ |
| 1       | Danyl Johnson  | „Relight My Fire” (Dan Hartman)     | 7       | „Your Song” (Elton John)                   | Biztonságban |
| 2       | Lloyd Daniels  | „A Million Love Songs”              | 6       | „I'm Still Standing”                       | Kiesett      |
| 3       | Olly Murs      | „Love Ain’t Here Anymore”           | 8       | „Saturday Night’s Alright for Fighting”    | Biztonságban |
| 4       | Joe McElderry  | „Could It Be Magic” (Barry Manilow) | 9       | „Sorry Seems to Be the Hardest Word”       | Biztonságban |
| 5       | Stacey Solomon | „Rule the World”                    | 10      | „Something About the Way You Look Tonight” | Biztonságban |

A nézői szavazatok alapján Lloyd Daniels esett ki.

#### 9. hét - elődöntő (december 5-6)
- Téma: Michael Jackson dalok és a mentor által választott dal
- Fellépő sztárok: Lady Gaga („Bad Romance”) és Janet Jackson („All For You” és „Make Me”)
- Közös produkció: „Wanna Be Startin’ Somethin’” (Michael Jackson) és „Don’t Stop the Music” (Rihanna)

| Sorrend | Előadó         | Michael Jackson dal        | Sorrend | Mentor választott dala (eredeti előadó) | Eredmény     |
| ------- | -------------- | -------------------------- | ------- | --------------------------------------- | ------------ |
| 1       | Olly Murs      | „Can You Feel It”          | 5       | „We Can Work It Out” (The Beatles)      | Biztonságban |
| 2       | Joe McElderry  | „She’s Out of My Life”     | 6       | „Open Arms” (Journey)                   | Biztonságban |
| 3       | Stacey Solomon | „The Way You Make Me Feel” | 7       | „Somewhere” (from West Side Story)      | Biztonságban |
| 4       | Danyl Johnson  | „Man in the Mirror”        | 8       | „I Have Nothing” (Whitney Houston)      | Kiesett      |

A nézői szavazatok alapján Danyl Johnson esett ki.

#### 10. hét - a végső döntő (december 12-13)
Szombat este
- Téma: az első meghallgatáson előadott dal, duett egy hírességgel és egy kedvelt, korábban már énekelt dal
- Sztárfellépő: Robbie Williams („You Know Me”)
- Duettek:
  - „Feeling Good” Michael Bublé és Stacey Solomon
  - „Angels (dal)” Robbie Williams and Olly Murs
  - „Don’t Let the Sun Go Down on Me” George Michael and Joe McElderry

| Sorrend | Előadó         | Meghallgatás dala        | Duett a sztárvendéggel                             | Korábbi kedvenc dal                                      | Eredmény       |
| ------- | -------------- | ------------------------ | -------------------------------------------------- | -------------------------------------------------------- | -------------- |
| 1       | Stacey Solomon | „What a Wonderful World” | „Feeling Good” (Michael Bublé)                     | „Who Wants to Live Forever” (6. hét)                     | III. helyezett |
| 2       | Olly Murs      | „Superstition”           | „Angels” (Robbie Williams)                         | „A Fool in Love”(2. hét)                                 | Biztonságban   |
| 3       | Joe McElderry  | „Dance with My Father”   | „Don’t Let the Sun Go Down on Me” (George Michael) | „Sorry Seems to Be the Hardest Word”(8. hét második kör) | Biztonságban   |

A legkevesebb nézői szavazatot Stacey Solomon kapta, így a döntőbe Joe McElderry és Olly Murs került, közülük vasárnap valaki megnyeri a versenyt.
Vasárnap este
- Téma: a versenyzők kedvenc dala, a győztes dala („The Climb” (Miley Cyrus))
- Sztárvendégek: Paul McCartney („Drive My Car”, „Live and Let Die”, „(I Want To) Come Home”), George Michael („December Song”), Leona Lewis („Stop Crying Your Heart Out”), Alexandra Burke/JLS (mix a „Bad Boys” és az „Everybody in Love”-ból)
- Közös produkció: „Never Forget” (Take That, a 12 döntős előadásában)

| Sorrend | Előadó        | A versenyző kedvenc dala       | A győztes dala (eredeti előadó) | Eredmény      |
| ------- | ------------- | ------------------------------ | ------------------------------- | ------------- |
| 1       | Olly Murs     | „Twist and Shout” (5.hét)      | "The Climb" (Miley Cyrus)       | II. helyezett |
| 1       | Joe McElderry | „Don’t Stop Believin’” (4.hét) | "The Climb" (Miley Cyrus)       | Győztes       |

A műsor a 12 döntős produkciójával, a „Never Forget”-tel kezdődött, de a műsor végéig nem csatlakoztak a végső 2-höz.

## A műsor fogadtatása

### Nézettség
Az első epizód augusztus 22-én 9,9 millió nézőt vonzott, a népesség 47,9%-a volt kíváncsi a műsorra. Az X Factor nézettségi csúcsot döntött október 18-án és 25-én 14,8 millió nézővel. Ezt viszont verte a november 8-ai műsor, ahol az ötödik eredményhirdető műsort megközelítően 14,36 millió ember nézte.
| Show                      | Dátum         | Átlagos nézettség (millió) | Megosztottság | Nézettségi csúcs (millió) | Hivatalos nézettség (millió) | Heti helyezés |
| ------------------------- | ------------- | -------------------------- | ------------- | ------------------------- | ---------------------------- | ------------- |
| 1. válogatás              | augusztus 22  | 9.91                       | 47,9%         | 11.60                     | 11.00                        | 1             |
| 2. válogatás              | augusztus 29  | 9.75                       | 47,1%         | 11.80                     | 10.81                        | 1             |
| 3. válogatás              | szeptember 5  | 11.76                      | 51,9%         | 12.90                     | 12.84                        | 1             |
| 4. válogatás              | szeptember 12 | 10.26                      | 51,7%         | 12.10                     | 11.31                        | 1             |
| 5. válogatás              | szeptember 19 | 9.27                       | 38,0%         | 10.70                     | 10.57                        | 2             |
| 6. válogatás              | szeptember 20 | 10.52                      | 41,4%         | 11.80                     | 11.37                        | 1             |
| 1. kiképzőtábor           | szeptember 26 | 9.05                       | 36,6%         | 10.10                     | 10.39                        | 2             |
| 2. kiképzőtábor           | szeptember 27 | 10.87                      | 42,5%         | 12.20                     | 11.86                        | 1             |
| 1. zsűrilátogatás         | október 3     | 10.12                      | 38,9%         | 12.00                     | 11.46                        | 2             |
| 2. zsűrilátogatás         | október 4     | 12.38                      | 44,9%         | 13.90                     | 13.35                        | 1             |
| 1. döntő                  | október 10    | 11.31                      | 43,8%         | 12.90                     | 12.64                        | 2             |
| 1. eredmény               | október 11    | 13.00                      | 46,4%         | 14.60                     | 13.82                        | 1             |
| 2. döntő                  | október 17    | 10.90                      | 42,1%         | 12.20                     | 12.07                        | 2             |
| 2. eredmény               | október 18    | 13.20                      | 49,8%         | 14.80                     | 13.89                        | 1             |
| 3. döntő                  | október 24    | 11.60                      | 44,1%         | 13.50                     | 12.80                        | 2             |
| 3. eredmény               | október 25    | 13.40                      | 47,9%         | 14.80                     | 14.02                        | 1             |
| 4. döntő                  | október 31    | 10.34                      | 42,3%         | 12.00                     | 12.80                        | 2             |
| 4. eredmény               | november 1    | 13.9                       | 47,8%         | 15.8                      | 14.02                        | 1             |
| 5. döntő                  | november 7    | 11.79                      | 46,9%         | 13.05                     | 11.74                        | 2             |
| 5. eredmény               | november 8    | 14.36                      | 49,9%         | 15.00                     | 14.52                        | 1             |
| 6. döntő                  | november 14   | 11.93                      | 45,1%         | 14.10                     | 13.45                        | 2             |
| 6. eredmény               | november 15   | 14.30                      | 47,9%         | 16.40                     | 15.02                        | 1             |
| 7. döntő                  | november 21   | 13.45                      | 47,2%         | 16.40                     | 15.09                        | 2             |
| 7. eredmény               | november 22   | 15.02                      | 50,0%         | 16.90                     | 15.44                        | 1             |
| 8. döntő                  | november 28   | 12.30                      | 47,8%         | N/A                       | 13.46                        | 2             |
| 8. eredmény               | november 29   | 13.47                      | 45,9%         | N/A                       | 14.34                        | 1             |
| 9. döntő (elődöntő)       | december 5    | 12.36                      | 49,5%         | N/A                       | N/A                          | 2             |
| Elődöntő eredmény         | december 6    | 13.01                      | 46,2%         | N/A                       | N/A                          | 1             |
| Végső 3 döntő és eredmény | december 12   | 14.46                      | 54,1%         | N/A                       | N/A                          | N/A           |
| Végső 2 döntő és eredmény | december 13   |                            |               |                           |                              |               |

### Viták és kritikák
2009. augusztus 2-án a The People-ben megjelent cikk szerint a versenyzők panaszkodtak a „táborban” töltött időre; szerintük nem bántak velük tisztességesen, egyesek koncentrációs tábornak minősítették a meghallgatást, mások megjegyezték, hogy a mosdót csak kétszer használhattak naponta. A műsor szóvivője cáfolta az állításokat, mely szerint „minden versenyző tudta, hogy mire vállalkozik” és „minden jelentkező kapott reggelit és ellátást az egész nap folyamán”.
Az új meghallgatási módszer (amely már első körben is élő közönség előtt zajlott) számos ellenérzést váltott ki nemcsak a nézőktől, de a korábbi évek versenyzőitől és Cheryl Cole zsűritagtól is.
Szeptemberben sok vitát váltott ki, hogy a műsor „újrahasznosít” korábbi szériákból kiesett versenyzőket, ugyanis a végső 24 énekesből 3 vett részt korábban valamilyen csapatban, 2 jelentkező már szerepelt az X Factorban, egy pedig a Britain’s Got Talent-ben.
Október 10-én Dannii Minogue zsűritag kavart botrányt azzal, hogy megjegyzést tett az egyik versenyző, Danyl Johnson szexuális beállítottságára. Később Minogue elnézést kért és nyilatkozatot adott ki:

„Szeretném tisztázni, hogy pontosan mi történt a műsorban és elnézést kérek azoktól, akiket bármilyen formában megsértettem. Csak egy apró megjegyzést tettem arra, hogy Danyl megváltoztatta a dalszöveget. Én csak humornak szántam. Egy nyíltan biszexuális versenyző énekel egy tipikusan női dalt. Danyl-lel még viccelődtünk is a próbák alatt erről, hogy tulajdonképpen nem szükséges megváltoztatni a szöveget. Bocsánatot kérek, nem volt szándékomban megbántani bárkit is. Beszéltem Danyl-lel az eset után és ő nem vette rossz néven a megjegyzést és pontosan tudta, hogy miről beszélek.”

Minogue az október 11-i élő adásban is elnézést kért és megjegyezte, hogy Danyl nem vette rossz néven a megjegyzését.

## Fordítás
Ez a szócikk részben vagy egészben  a   The X Factor (UK series 6) című angol Wikipédia-szócikk fordításán alapul.  Az eredeti cikk szerkesztőit annak laptörténete sorolja fel. Ez a jelzés csupán a megfogalmazás eredetét és a szerzői jogokat jelzi, nem szolgál a cikkben szereplő információk forrásmegjelöléseként.